# Wilfried Kohls
Wilfried Kohls (* 12. Oktober 1950) ist ein ehemaliger deutscher Fußballspieler und Funktionär. Als Torhüter von Kickers Offenbach absolvierte er von 1979 bis 1982 in der 2. Fußball-Bundesliga 55 Pflichtspiele. Von November 1994 bis Januar 1996 war er Präsident des OFC.

## Laufbahn
Der in der Kickers-Jugend großgewordene Torhüter gehörte mit Ausnahme der zwei Stationen VfR Achern und 1. FC Hochstadt durchgehend seinem Heimatverein Kickers Offenbach an. Zuerst als Aktiver, später in verschiedenen Funktionen als Trainer, Vizepräsident (erstmals im Juni 1991), Präsident (1994–1996) und Jugendbetreuer. Der bei der AOK als Amtsrat beruflich abgesicherte Kohls wurde im Sommer 1971 zusammen mit Uwe Bein, Günter Franusch und Hans-Peter Knecht aus den Kickers-Amateuren zum Lizenzkader der Elf vom Bieberer Berg übernommen. Unter Trainer Horst Heese belegte Offenbach in der 2. Liga 1975/89 den achten Rang und Kohls hatte in 29 Spielen das Kickers-Gehäuse gehütet. Bernd Fuhr hatte in den restlichen elf Spielen im Tor gestanden. Als die Kickers 1980/81 die Vizemeisterschaft unter dem neuen Trainer Franz Brungs feiern konnten, stand Fuhr in allen 38 Ligaspielen im Tor. In seiner dritten Zweitligarunde, 1981/82, war Kohls mit 26 Einsätzen die Nummer eins, Ulrich Schauberger stand in zwölf Spielen im OFC-Tor. Offenbach kam auf den dritten Rang und konnte somit zwei Relegationsspiele gegen Bayer 04 Leverkusen im Juni 1982 bestreiten. In beiden Spielen (0:1/1:2) stand Kohls im Tor der von Interimstrainer Kurt Geinzer angeführten Mannschaft um Michael Kutzop, Walter Krause, Bein und Franusch.
Am 4. Dezember 1974 war der Offenbacher Amateurtorhüter in Dortmund beim Länderspiel der deutschen Fußballnationalmannschaft der Amateure gegen Italien in der zweiten Halbzeit für Heinz-Josef Koitka eingewechselt worden. Die DFB-Auswahl gewann das Spiel mit 2:0.
Im Sommer 1982 beendete Kohls seine aktive Spielerlaufbahn. Als Trainer fungierte der ehemalige Torhüter bei Offenbach 1985/86 in der Amateuroberliga Hessen und gewann die Meisterschaft; er verpasste knapp in der Aufstiegsrunde die Rückkehr in die 2. Bundesliga. Dreimal sprang Kohls an den jeweiligen Rundenenden in den Serien 1994/95 in der Regionalliga Süd, 1996/97 (Oberliga Hessen) und 2000/01 (wiederum Regionalliga Süd) ein.